# Steven Nadler
Steven M. Nadler (11 novembre 1958) è uno storico della filosofia statunitense.
Dopo un PhD alla Columbia University nel 1986, e qualche corso da docente al St. John's College di Annapolis, ha insegnato filosofia e studi ebraici all'università di Wisconsin–Madison (dal 1988) e come "visiting professor" alla Stanford University, all'Università di Chicago, e all'École pratique des hautes études di Parigi. Nel 2007 ha tenuto la "Spinoza Chair" all'Università di Amsterdam.
La sua ricerca è dedicata in particolare alla filosofia e alla cultura europea del XVII secolo - soprattutto a Spinoza, Cartesio e Leibniz, ma anche Antoine Arnauld, Nicolas Malebranche, Mosè Maimonide - e la filosofia ebraica medioevale. È capo-redattore del "Journal of the History of Philosophy".
Attualmente, Nadler insegna all'Università di Wisconsin-Madison, dove è direttore dell'Institute for Research in the Humanities.

## Opere
- Arnauld and the Cartesian Philosophy of Ideas, Manchester University Press, 1989
- Malebranche and Ideas, Oxford University Press, 1992
- Baruch Spinoza e l'Olanda del Seicento (Spinoza: A Life, Cambridge, 1999), traduzione di Davide Tarizzo, Biblioteca di cultura storica, Torino, Einaudi, 2002, ISBN 978-88-061-5862-0. - Collana PBE, Einaudi, 2009, ISBN 978-88-061-9938-8; Nuova edizione riveduta e ampliata, Collana Piccola Biblioteca, Einaudi, 2020, ISBN 978-88-062-4429-3.
- L'eresia di Spinoza. L'immortalità e lo spirito ebraico (Spinoza's Heresy: Immortality and the Jewish Mind, Oxford, 2002), traduzione di Davide Tarizzo, Biblioteca, Torino, Einaudi, 2005, ISBN 978-88-061-6877-3.
- Gli ebrei di Rembrandt (Rembrandt's Jews, University of Chicago Press, 2003), traduzione di Andrea Asioli, Collana Saggi, Torino, Einaudi, 2017, ISBN 978-88-062-3558-1. [Finalista al Premio Pulitzer per la saggistica ]
- La via alla felicità. L'«Etica» di Spinoza nella cultura del Seicento (Spinoza's Ethics: An Introduction, Cambridge, 2006), traduzione di Emilia Andri, Milano, Hoepli, 2018, ISBN 978-88-203-8489-0.
- Il migliore dei mondi possibili. Una storia di filosofi, di Dio e del Male (The Best of All Possible Worlds: A Story of Philosophers, God, and Evil, Farrar, Straus & Giroux, 2008), traduzione di Francesco Piro, Collana Piccola Biblioteca, Torino, Einaudi, 2009, ISBN 978-88-061-8103-1.
- Un libro forgiato all'inferno. Lo scandaloso Trattato di Spinoza e la nascita della secolarizzazione (A Book Forged in Hell: Spinoza's Scandalous Treatise, Princeton University Press, 2011), traduzione di Luigi Giacone, Collana La Biblioteca, Torino, Einaudi, 2013, ISBN 978-88-062-1326-8.
- Il filosofo, il sacerdote e il pittore. Un ritratto di Descartes (The Philosopher, the Priest, and the Painter: A Portrait of Descartes, Princeton University Press, 2013), traduzione di Luigi Giacone, Collana La Biblioteca, Torino, Einaudi, 2014, ISBN 978-88-062-1763-1.
- Spinoza filosofo morale, A cura di Matteo Favaretti Camposanpiero, Sesto San Giovanni, Jouvence, 2015, ISBN 978-88-780-1514-2.
- S. Nadler-Ben Nadler, Eretici! I meravigliosi (e pericolosi) inizi della filosofia moderna (The Wondrous (and Dangerous) Beginnings of Modern Philosophy, 2017), traduzione di Anna Maria Paci, Collana Le Sfere, Roma, Carocci, 2017, ISBN 978-88-430-8934-5.
- Menasseh ben Israel: Rabbi of Amsterdam, Collezione Jewish Lives, Yale University Press, 2018, ISBN 978-03-00-22-410-8.
- Spinoza sulla vita e sulla morte. Una guida filosofica (Think Least of Death: Spinoza on How to Live and How to Die, 2020), traduzione di Luigi Giacone, Collana Piccola Biblioteca. Big, Torino, Einaudi, 2021, ISBN 978-88-062-4967-0.
- The Portraitist: Frans Hals and His World, University of Chicago Press, 2022.
- Spinoza e Aristotele sull'amicizia, a cura di Giacomo Maria Arrigo, Mimesis, Milano-Udine 2023, ISBN 9791222304359.
- Descartes e il rinnovamento della filosofia (Descartes: The Renewal of Philosophy, 2023), traduzione di Pietro Del Vecchio, Collana Piccola Biblioteca. Mappe, Torino, Einaudi, 2024, ISBN 978-88-062-6418-5.

### Curatele
- Causation in Early Modern Philosophy, Penn State Press, 1993.
- The Cambridge Companion to Malebranche, Cambridge University Press, 2000.
- A Companion to Early Modern Philosophy, Blackwell, 2002.
- Spinoza and Jewish Identity, Konigshausen & Neumann, 2003 (a cura di, in collaborazione con Manfred Walther e Elhanan Yakira).
- Oxford Studies in Early Modern Philosophy, Oxford University Press, 2006 (a cura di, in collaborazione con Daniel Garber).
- Spinoza and Medieval Jewish Philosophy, Cambridge University Press, 2014.
- Géraud de Cordemoy, Six Discourses on the Distinction Between the Body and the Soul and Discourses on Metaphysics, curatela e trad. di S. Nadler, Oxford University Press, 2015.